# 圣加伦基希
圣加伦基希是奥地利福拉尔贝格州布卢登茨县的一个市镇。总面积127.83平方公里，总人口2261人，人口密度17.7人/平方公里（2005年）。